# Campeonato Sul-Americano de Voleibol Masculino Sub-17 de 2023
O Campeonato Sul-Americano de Voleibol Masculino Sub-17 de 2023 foi a 1.ª edição desta competição, anteriormente denominada como Sul-Americano Infantil, organizada pela Confederação Sul-Americana de Voleibol (CSV). A competição ocorreu entre os dias 23 e 28 de agosto, em Araguari, Brasil.
De forma invicta e sem perder nenhum set, a seleção do Brasil conquistou o inédito título da categoria ao derrotar na última rodada a seleção da Argentina. O ponteiro brasileiro Lucas Carvalho, que anotou 23 pontos na última partida, foi eleito o melhor jogador da competição.

## Equipes participantes
O torneio contou com 5 países participantes.
| Equipe    | Última participação |
| --------- | ------------------- |
| Argentina | 2013                |
| Brasil    | 2013                |
| Chile     | 2013                |
| Colômbia  | 2013                |
| Peru      | Estreante           |

## Formato da disputa
A disputa ocorreu sob o formato de torneio de pontos corridos, com jogos únicos entre todas as equipes participantes. Após as cinco rodadas, o título foi concedido à equipe que acumulou a maior pontuação.

### Critérios de desempate
1. Número de vitórias
2. Número de pontos
3. Razão dos sets
4. Razão dos pontos
5. Resultado da última partida entre os times empatados

Partidas terminadas em 3–0 ou 3–1: 3 pontos para o vencedor, 0 pontos para o perdedor;

Partidas terminadas em 3–2: 2 pontos para o vencedor, 1 ponto para o perdedor.

## Local das partidas
| Araguari, Brasil                     |
| Ginásio General Mário Brum Negreiros |
| ------------------------------------ |
|                                      |
| Capacidade: 2 200                    |

## Resultados

### Classificação
|     |           |     | Jogos | Jogos | Jogos | Resultados | Resultados | Resultados | Resultados | Resultados | Resultados | Sets | Sets | Sets  | Pontos | Pontos | Pontos |
| Pos | Equipe    | Pts | T     | V     | D     | 3–0        | 3–1        | 3–2        | 2–3        | 1–3        | 0–3        | V    | P    | R     | V      | P      | R      |
| --- | --------- | --- | ----- | ----- | ----- | ---------- | ---------- | ---------- | ---------- | ---------- | ---------- | ---- | ---- | ----- | ------ | ------ | ------ |
| 1   | Brasil    | 12  | 4     | 4     | 0     | 4          | 0          | 0          | 0          | 0          | 0          | 12   | 0    | MAX   | 302    | 193    | 1.565  |
| 2   | Argentina | 9   | 4     | 3     | 1     | 3          | 0          | 0          | 0          | 0          | 1          | 9    | 3    | 3,000 | 292    | 223    | 1.309  |
| 3   | Chile     | 6   | 4     | 2     | 2     | 1          | 1          | 0          | 0          | 0          | 2          | 6    | 7    | 0.857 | 268    | 292    | 0.918  |
| 4   | Peru      | 2   | 4     | 1     | 3     | 0          | 0          | 1          | 0          | 1          | 2          | 4    | 11   | 0.364 | 260    | 345    | 0.754  |
| 5   | Colômbia  | 1   | 4     | 0     | 4     | 0          | 0          | 0          | 1          | 0          | 3          | 2    | 12   | 0.167 | 258    | 292    | 0.884  |

- As partidas seguem o horário local (UTC−3).

### Rodada 1
| Data   | Hora  |        | Placar |          | Set 1 | Set 2 | Set 3 | Set 4 | Set 5 | Total | Relatório |
| ------ | ----- | ------ | ------ | -------- | ----- | ----- | ----- | ----- | ----- | ----- | --------- |
| 23 ago | 15:00 | Brasil | 3–0    | Peru     | 25–9  | 25–12 | 25–11 |       |       | 75–32 | Relatório |
| 23 ago | 17:00 | Chile  | 3–0    | Colômbia | 25–21 | 26–24 | 25–22 |       |       | 76–67 | Relatório |

### Rodada 2
| Data   | Hora  |           | Placar |          | Set 1 | Set 2 | Set 3 | Set 4 | Set 5 | Total | Relatório |
| ------ | ----- | --------- | ------ | -------- | ----- | ----- | ----- | ----- | ----- | ----- | --------- |
| 24 ago | 17:00 | Argentina | 3–0    | Colômbia | 25–15 | 25–16 | 25–12 |       |       | 75–43 | Relatório |
| 24 ago | 19:00 | Brasil    | 3–0    | Chile    | 25–19 | 25–15 | 25–13 |       |       | 75–47 | Relatório |

### Rodada 3
| Data   | Hora  |           | Placar |       | Set 1 | Set 2 | Set 3 | Set 4 | Set 5 | Total  | Relatório |
| ------ | ----- | --------- | ------ | ----- | ----- | ----- | ----- | ----- | ----- | ------ | --------- |
| 25 ago | 17:00 | Colômbia  | 2–3    | Peru  | 25–21 | 21–25 | 25–12 | 18–25 | 12–15 | 101–98 | Relatório |
| 25 ago | 19:00 | Argentina | 3–0    | Chile | 25–18 | 25–16 | 25–14 |       |       | 75–48  | Relatório |

### Rodada 4
| Data   | Hora  |           | Placar |          | Set 1 | Set 2 | Set 3 | Set 4 | Set 5 | Total | Relatório |
| ------ | ----- | --------- | ------ | -------- | ----- | ----- | ----- | ----- | ----- | ----- | --------- |
| 26 ago | 14:00 | Brasil    | 3–0    | Colômbia | 25–10 | 25–15 | 25–22 |       |       | 75–47 | Relatório |
| 26 ago | 16:00 | Argentina | 3–0    | Peru     | 25–18 | 25–20 | 25–17 |       |       | 75–55 | Relatório |

### Rodada 5
| Data   | Hora  |        | Placar |           | Set 1 | Set 2 | Set 3 | Set 4 | Set 5 | Total | Relatório |
| ------ | ----- | ------ | ------ | --------- | ----- | ----- | ----- | ----- | ----- | ----- | --------- |
| 27 ago | 14:00 | Peru   | 1–3    | Chile     | 25–22 | 15–25 | 16–25 | 19–25 |       | 75–97 | Relatório |
| 27 ago | 16:00 | Brasil | 3–0    | Argentina | 25–20 | 25–22 | 27–25 |       |       | 77–67 | Relatório |

## Classificação final
| Posição | Equipe    |
| ------- | --------- |
|         | Brasil    |
|         | Argentina |
|         | Chile     |
| 4       | Peru      |
| 5       | Colômbia  |

|  | Classificado para o Campeonato Mundial Sub-17 de 2024 |

## Premiações
| Campeonato Sul-Americano Sub-17 de 2023 |
| Brasil                                  |
| --------------------------------------- |
| Brasil Campeão (2.º título)             |

### Individuais
Os atletas que se destacaram individualmente foramː
| - Most Valuable Player (MVP) Lucas Carvalho - Melhor oposto Henry Sinner - Melhor levantador Caio Horácio - Melhor líbero Bruno Romano | - Melhores ponteiros Miguel Senes Federico Debonis - Melhores centrais Theo Schrank Ferrer Bessone |

## Ligação externa
- «Página oficial da CSV» (em espanhol)